# Bogdan Nicolescu
Nicolae-Bogdan Nicolescu (Bucarest, 3 gennaio 1997) è un cestista rumeno.

## Carriera
Con la Romania ha disputato i Campionati europei del 2017.

## Palmarès
- Campionato rumeno: 3

CSM Oradea: 2015-16, 2017-18, 2018-19
- Supercoppa di Romania: 1

CSM Oradea: 2020